# 댄스매니악스

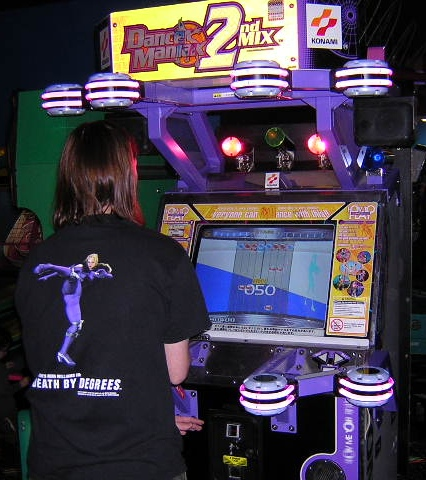
댄스 매니악스 2ndMIX 기체

《댄스매니악스》(DanceManiaX, 일본어: ダンスマニアックス)는 2000년에 코나미에서 발매한 음악 게임으로, 비마니 시리즈 가운데 하나이다. 댄스 댄스 레볼루션의 성공에 힘입어 만들어진 댄스 게임으로, 댄스 댄스 레볼루션과는 달리 손을 사용한다. 기판은 System 573 (Digital)을 사용한다. 수록곡은 도시바 EMI의 댄스 음악 컴필레이션인 댄스매니아 시리즈의 곡이 많이 수록되었다.

## 게임 방법
댄스매니악스의 기체는 모니터와 4쌍의 센서로 이루어져 있다. 센서는 위와 아래의 공간을 통과하는 물체를 감지하는데, 플레이어는 화면에 표시되는 노트에 맞추어 센서에 팔이나 다리를 인식시키는 방법으로 플레이한다. 싱글 플레이의 경우, 한 사람의 플레이어가 2쌍의 센서를 사용한다.
2ndMIX의 경우 그냥 스타트 버튼을 누르면 지정된 곡을 연속으로 플레이하는 코스를 선택할 수 있고, 왼쪽 또는 오른쪽 선택 버튼과 스타트 버튼을 누르면 곡을 직접 고를 수 있다.
그리고 낮은 버전의 곡을 직접 고를 때 , DDM은 밑에 있는 2개의 센서로 MILD 또는 WILD로 선택할 수 있다.

## 게임 모드
타이틀 화면에서 왼쪽 선택 버튼과 스타트 버튼을 누르면 상세한 모드를 설정할 수 있는 화면으로 들어갈 수 있다. 이 모드 설정 화면에서는 기계 중앙에서 플레이할 수 있는 CENTER 모드, 한 사람이 4쌍의 센서를 모두 사용하는 DOUBLE 모드 등을 선택할 수 있다.
- MILD : 저난이도 모드이다.
- WILD : 고난이도 모드이다.
- MARATHON : 2ndMIX의 숨겨진 모드로, 추가된 신곡 28곡을 게이지가 다 떨어질때까지 계속 플레이하는 모드이다. WILD 고정.

## 발매된 버전
- DanceManiaX (2000년) - 첫 작품으로 26곡을 수록하고 있다. 댄스 댄스 레볼루션 솔로 시리즈처럼 팁 제도가 도입되어, 게임을 클리어하지 못해도 바로 게임이 끝나지 않고 한 스테이지를 더 플레이할 수 있다.
- DanceFreaks (2000년) - 대한민국 정식 수입판으로, DanceManiaX의 26곡에 대한민국 가요 7곡이 추가되었다.
- DanceManiaX 2ndMIX (2001년) - 〈My Sharona〉를 제외한 전작의 곡 25곡과 신곡 28곡으로 모두 53곡을 수록하고 있다. 코스 플레이가 추가되었으며, 팁제가 사라졌다.
- DanceManiaX 2ndMIX append J-PARADISE (2001년) - 2ndMIX의 모든 곡에 14곡이 추가되었다. 추가곡은 다른 비마니 게임에서의 이식곡과 《DANCEMANIA presents J★PARADISE》로부터의 곡으로 구성되어 있다.

## 주요 아티스트
댄스매니악스의 곡 구성은 코나미 오리지널 곡과 다른 비마니 게임으로부터 이식된 곡, 그리고 도시바 EMI의 컴필레이션 음반인 댄스매니아의 곡으로 이루어진다. 아래에서는 코나미 오리지널 곡을 작곡하는 스탭들에 대해 언급한다.
- 마에다 나오키 : 댄스 댄스 레볼루션 시리즈 등 비마니 게임에서 사운드의 중추를 맡는 아티스트이다.
- 후나키 토모스케
- 이시카와 타카유키
- 후지 타케히코